# Stara Rudnea, Snovsk
Stara Rudnea (în ucraineană Стара Рудня) este o comună în raionul Snovsk, regiunea Cernihiv, Ucraina, formată numai din satul de reședință.

## Demografie
Componența lingvistică a comunei Stara Rudnea
     Ucraineană (98,88%)
     Alte limbi (1,11%)
Conform recensământului din 2001, majoritatea populației comunei Stara Rudnea era vorbitoare de ucraineană (98,88%), existând în minoritate și vorbitori de alte limbi.